# Ambassis agassizii
Ambassis agassizii (tên tiếng Anh: Agassiz's perchlet) là một loài cá trong họ Ambassidae. Đây là loài đặc hữu của Úc. Nó được đặt tên bởi nhà động vật học Louis Agassiz.